# Seraja Szapszał

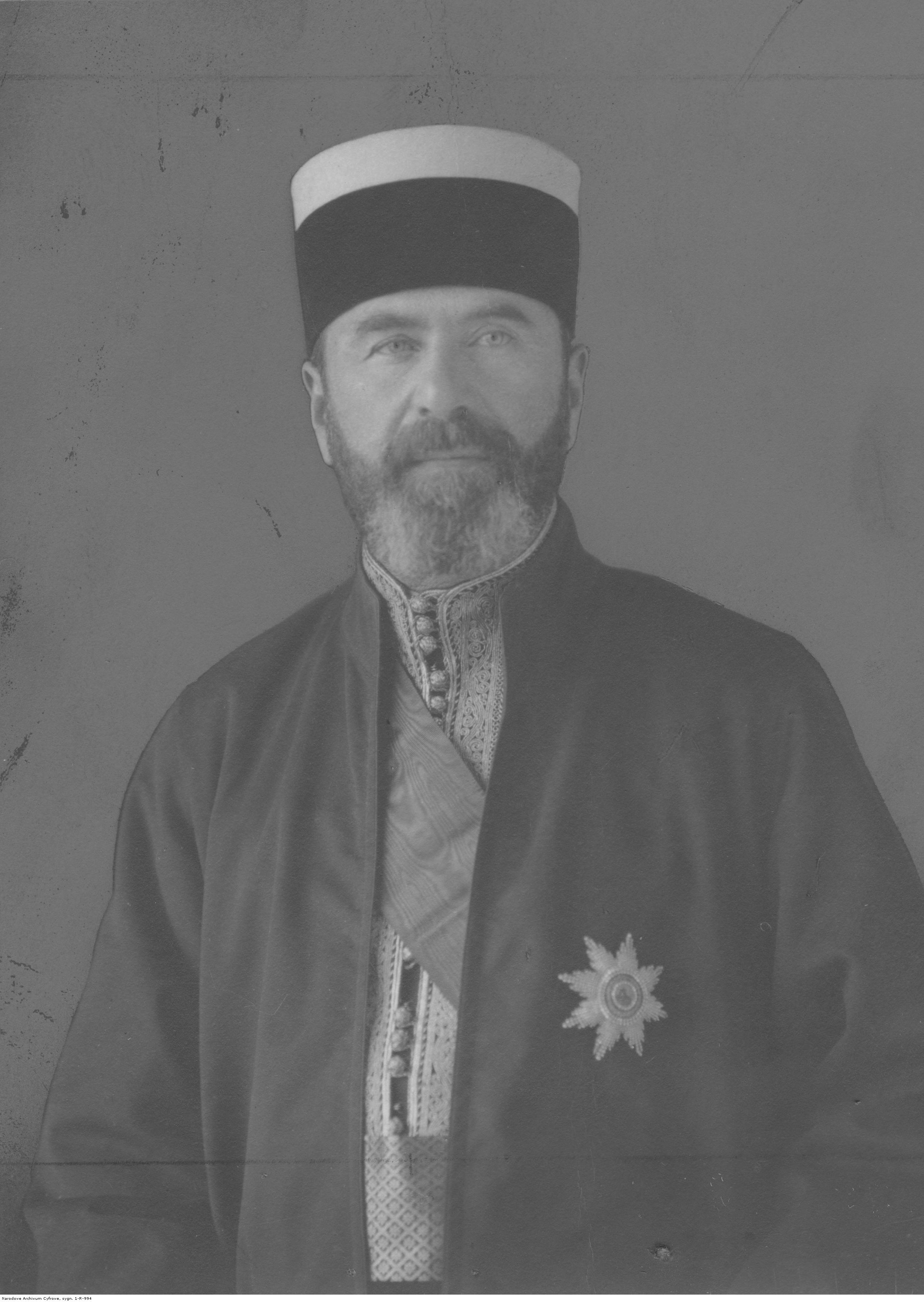
Hadży Seraja Chan Szapszał

Seraja Szapszał (Jego Exellencja Szapszał Hadży Seraja Han), ros. Сергей Маркович (Мордехаевич) Шапшал, karaim.  Seraja Ben Mordechai Szapszał, lit. Seraja Šapšalas (ur. 8 maja 1873 w Ojsunkoju (krymstatar. Oysunköy) pod Bakczysarajem, zm. 18 listopada 1961 w Wilnie) – duchowny karaimski, hachan Eupatorii (1915–1919) i Trok (1928–1940–1945), turkolog, doktor nauk filologicznych, znawca kultur Wschodu.

## Życiorys

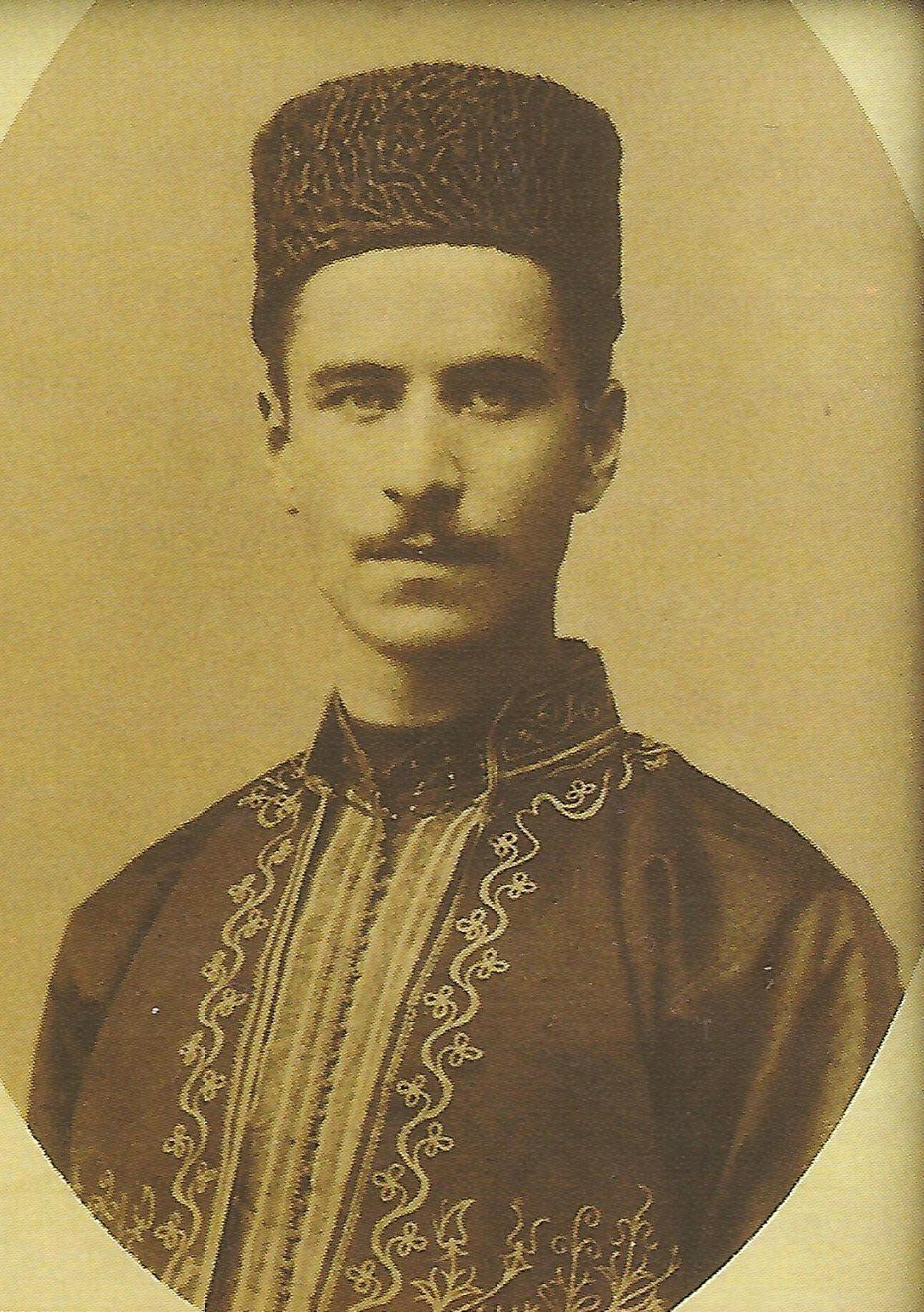
Seraja Szapszał w młodości

Wywodził się z krymskiego skupiska Karaimów w Rosji. W dzieciństwie i wczesnej młodości mówił wyłącznie po karaimsku. Urodzony w rodzinie hodowcy koni i sadownika, od 1884 roku przebywał w Petersburgu, gdzie uczył się początkowo w szkole rzemieślniczej, później w gimnazjum. Od 1894 roku studiował orientalistykę na Uniwersytecie w Petersburgu, który ukończył w 1899 roku. Pozostał na uniwersytecie jako pracownik naukowy. W latach 1901–1908 przebywał w Tebryzie (Iran), gdzie poznawał języki azerski i perski, wykładał język rosyjski i przedmioty ogólne oraz zajmował się nauczaniem i wychowaniem następcy tamtejszego tronu, księcia Muhammada Alego – późniejszego szacha. Po powrocie do Rosji pracował w Petersburgu jako lektor języka tureckiego. Był członkiem Rosyjskiego Towarzystwa Archeologicznego oraz Stowarzyszenia Orientalistów Rosyjskich (jako jego wiceprezes).
W 1910 roku zatrudniono go również w Ministerstwie Spraw Zagranicznych, które wspomagał swoją wiedzą na temat spraw tureckich i doskonałą znajomością języka. W tym samym roku troccy karaimi wybrali go hachanem, godności tej jednak nie przyjął. Od maja 1915 do 1919 roku ponownie przebywał na Krymie (w Eupatorii), pełniąc obowiązki hachana Karaimów rosyjskich. Założył tamże w 1916 roku Bibliotekę Karaimską (Karaj Bitikligi), a także Karaimskie Muzeum Narodowe, czasopismo Izvestija Tavriceskogo i Oddeskogo Karaimskogo Duxovnogo Pravlenija oraz karaimskie seminarium duchowne. Półwysep krymski opuścił w wyniku rewolucji bolszewickiej wraz z wycofującymi się wojskami Denikina. W 1920 roku zamieszkał w Konstantynopolu, gdzie podjął dalsze studia nad językiem tureckim i pogłębiał swoją wiedzę na temat Wschodu.
W 1928 roku wybrano go hachanem trockim, nominację tę przyjął i przeniósł się do Polski do Wilna. Od 1930 roku prowadził wykłady języka tureckiego w Szkole Nauk Politycznych w Wilnie (był autorem słownika oraz skryptów dla słuchaczy), należał do Polskiego Towarzystwa Orientalistycznego (był w 1935 roku jego wiceprezesem), współpracował z Komisją Orientalistyczną Polskiej Akademii Umiejętności oraz Towarzystwem Przyjaciół Nauk w Wilnie.
Podczas okupacji sowieckiej w latach 1940–1941 pozostał na Wileńszczyźnie, gdzie objął 1 lutego 1941 roku kierownictwo Muzeum Karaimskiego w Trokach. Zrezygnował wówczas z godności hachana, ale po wkroczeniu Niemców zaczął de facto ponownie pełnić obowiązki zwierzchnika duchowego Karaimów.
Po 1945 roku pozostał w Wilnie. Mimo że starał się o pozwolenie na wyjazd do Polski, nie otrzymał zgody. Od 1947 roku zatrudniony jako profesor w Instytucie Historycznym Akademii Nauk Litewskiej Socjalistycznej Republiki Radzieckiej. Zmarł w Wilnie, pochowany został na tamtejszym cmentarzu karaimskim.

## Ordery i odznaczenia
- Krzyż Komandorski z Gwiazdą Orderu Odrodzenia Polski (24 kwietnia 1936)[4]

## Dokonania naukowe
Jako pracownik naukowy Uniwersytetu w Petersburgu, Uniwersytetu Wileńskiego, Polskiej Akademii Nauk, Litewskiej Akademii Nauk zgromadził bogaty dorobek. Był autorem blisko 100 publikacji, w tym 70 prac naukowych. Wraz z rosyjskim turkologiem Nikołajem Baskakowem oraz polskimi orientalistami: Ananiaszem Zajączkowskim i Aleksandrem Dubińskim przygotował monumentalny „Słownik karaimsko-rosyjsko-polski” wydany w wersji skróconej w Moskwie w 1974 roku.
Zdaniem niektórych autorów miał być twórcą doktryny tzw. „dejudaizacji” karaimskiej religii i historii. W latach 20. XX w. propagował teorię o ałtajsko-tureckim pochodzeniu Karaimów i korzeniach ich kultury, która stała się tematem ostrych dyskusji naukowych ze strony oponentów.
Zgromadził bogatą kolekcję zabytków piśmiennictwa karaimskiego oraz przedmiotów codziennego użytku, dzieł sztuki użytkowej, broni, dokumentów. Był inicjatorem założenia w Trokach Muzeum Karaimskiego. Budowę siedziby muzeum rozpoczęto w 1938 roku sumptem państwa polskiego. Obecnie część kolekcji hachana Szapszała wchodzi w skład karaimskiej ekspozycji etnograficznej muzeum historii miasta Troki, część znajduje się w wileńskim muzeum narodowym.